# Michel Duchaussoy
Pour les articles homonymes, voir Duchaussoy.
Michel Duchaussoy est un acteur français, sociétaire honoraire de la Comédie-Française, né le 29 novembre 1938 à Valenciennes (Nord) et mort le 13 mars 2012 dans le 10e arrondissement de Paris.

## Biographie

### Jeunesse et études
Né le 29 novembre 1938 à Valenciennes, élevé à Lille, puis à Rouen, il passe son bac, puis fait une année de propédeutique, avant de partir faire son service militaire en Algérie (jusqu'à 30 mois à l'époque) et est libéré en 1961.
En 1970, son père est directeur à Paris d'une maison suédoise de roulements à billes.
En 1955, il entre au conservatoire de Lille où il obtient un premier prix en 1958. Il entre alors au Conservatoire national supérieur d'art dramatique de Paris (classes de Robert Manuel et Fernand Ledoux), dont il sort en 1964 avec deux premiers prix.

### Sociétaire de la Comédie-Française
Il entre à la Comédie-Française comme pensionnaire en 1964, en devient sociétaire en 1967 et est nommé sociétaire honoraire lorsqu'il la quitte en 1984. Son répertoire se révèle vite très ouvert et la limpidité de son jeu, pudique et captivant, avec une extrême simplicité de moyens, enveloppe sans effort les personnages qu'il interprète, d'une intériorité poétique et d'un halo de mystère[style à revoir] : « On ne saurait imaginer clarté plus diffuse, plus énigmatique, sur un visage humain », écrit de lui Patrick de Rosbo, ajoutant qu'il est « un comédien à qui il suffit d'un geste imperceptible, du moindre frémissement au coin d'une lèvre, d'un sourcil qui se relève, pour ébranler le sérieux d'un théâtre et l'entraîner vers les sables mouvants de ses caprices. » Michel Duchaussoy a interprété avec autant de talent le rôle-titre de l'Idiot de Dostoïevski, personnage profond et tout en nuances, que le rôle comique d'un personnage de boulevard, comme Camille Chandebise dans La Puce à l'oreille, le vaudeville de Georges Feydeau. Il excellait dans Shakespeare ou Giraudoux autant que dans Labiche.

### Cinéma et télévision
Il se fait remarquer au cinéma en 1967 par Jeu de massacre d'Alain Jessua. Par la suite, il tourne plusieurs films sous la direction de Claude Chabrol (Que la bête meure, La Femme infidèle). Il joue le capitaine Cambrai dans Le Retour du Grand Blond. On le voit également chez Bertrand Tavernier, Louis Malle et Patrice Leconte.
En 1977, il tient l'un des rôles principaux de la série Un juge, un flic d'Henri Viard. Entre septembre 1982 et début 1983, il présente avec Clotaire Rapaille l'émission-jeu dominicale Qui êtes-vous ? sur TF1 où il fait passer des tests psychologiques à des invités, entre autres les chanteurs Serge Lama, Sheila et Nana Mouskouri. Il apparaît ensuite à la télévision dans Palace (1988), Les Cœurs brûlés (1992), L'Allée du roi (1996), Les Misérables (2000), Femmes de loi (2002), Zodiaque (2004) ou Ainsi soient-ils (2012).
Il fait sa dernière apparition au cinéma dans Astérix et Obélix : Au service de Sa Majesté, sorti le 17 octobre 2012, dans lequel il incarne Abraracourcix.

### Mort
Il meurt le 13 mars 2012 à Paris 10e  à l'âge de 73 ans, des suites d'un arrêt cardiaque. Ses obsèques ont lieu le 20 mars en présence notamment de Vincent Cassel, Samuel Le Bihan, André Dussollier et Jean-Pierre Castaldi, au crématorium du cimetière du Père-Lachaise, où il est incinéré. 

### Vie privée et engagements
Michel Duchaussoy a été marié à Isabelle de Funès, nièce de Louis, de mai 1970 à octobre 1971.
Il est le père de la comédienne Julia Duchaussoy, née de sa relation avec Corinne Le Poulain.
Il a été membre du comité de parrainage de la Coordination française pour la Décennie de la culture de paix et de non-violence.

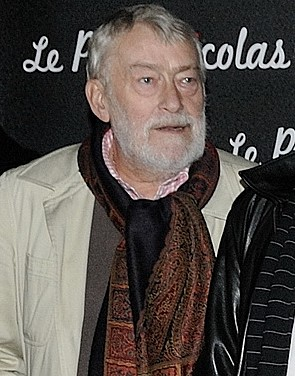
Michel Duchaussoy en 2009, avant-première du Petit Nicolas.

## Théâtre

### Comédie-Française
- Entrée à la Comédie-Française le 1er septembre 1964
- Sociétaire le 1er janvier 1967
- Sociétaire honoraire le 1er septembre 1984

- 1963- 1964 : Un fil à la patte de Georges Feydeau, mise en scène Jacques Charon  : Antonio puis Chenneviette
- 1964 : Le Carrosse du Saint-Sacrement de Prosper Mérimée, mise en scène Jean Marchat : Martinez
- 1965-1966 : Un fil à la patte de Georges Feydeau, mise en scène Jacques Charon : Chenneviette
- 1966 : Le Songe d'une nuit d'été de William Shakespeare, mise en scène Jacques Fabbri
- 1966 : Le Mariage forcé de Molière, mise en scène Jacques Charon : Marphurius
- 1966 : Le Mariage de Kretchinsky d'Alexandre Soukhovo-Kobyline, mise en scène Nicolas Akimov
- 1967 : Le Menteur de Corneille, mise en scène Jacques Charon : Dorante
- 1967 : Le Dindon de Georges Feydeau : Ernest Rédillon
- 1967 : Cyrano de Bergerac d'Edmond Rostand, mise en scène Jacques Charon : de Valvert
- 1967 : Le Médecin malgré lui de Molière, mise en scène Jean-Paul Roussillon : Thibaut
- 1968 : Le Joueur de Jean-François Regnard, mise en scène Jean Piat : Hector
- 1968 : Amphitryon de Molière, mise en scène Jean Meyer : Mercure
- 1968 : Ruy Blas de Victor Hugo, mise en scène Raymond Rouleau : un laquais
- 1969 : Œdipe roi de Sophocle, mise en scène Maurice Guillaud, Festival de Bellac
- 1969 : Les Italiens à Paris de Charles Charras et André Gille d'après Évariste Gherardi, mise en scène Jean Le Poulain : Cinthio
- 1971 : L'Impromptu de Versailles de Molière, mise en scène Pierre Dux : La Grange
- 1971 : Tartuffe de Molière, mise en scène Jacques Charon : Monsieur Loyal
- 1971 : Les Sincères de Marivaux, mise en scène Jean-Laurent Cochet : Ergaste
- 1971 : Les Femmes savantes de Molière, mise en scène Jean Piat : Trissotin
- 1972 : Eux ou la Prise du pouvoir d'Eduardo Manet, mise en scène Tony Wilems, Petit Odéon : Monsieur Arthur
- 1972 : Richard III de William Shakespeare, mise en scène Terry Hands, Festival d'Avignon : Clarence
- 1972 : La Station Champbaudet d'Eugène Labiche et Marc-Michel, mise en scène Jean-Laurent Cochet : Arsène
- 1972 : Le Bourgeois gentilhomme de Molière, mise en scène Jean-Louis Barrault : le Maître de musique / le Maître à danser
- 1972 : La Troupe du Roy Hommage à Molière par les Comédiens français, mise en scène Paul-Émile Deiber : Les Fourberies de Scapin : Géronte
- 1973 : L'Impromptu de Versailles de Molière, mise en scène Pierre Dux : La Grange
- 1973 : Richard III de William Shakespeare, mise en scène Terry Hands : Clarence
- 1973 : Un fil à la patte de Georges Feydeau, mise en scène Jacques Charon : Chenneviette
- 1973 : Amphitryon de Molière, mise en scène Jean Meyer : Sosie
- 1973 : L'École des femmes de Molière, mise en scène Jean-Paul Roussillon : Horace
- 1973 : Les Caprices de Marianne d'Alfred de Musset, mise en scène Jean-Laurent Cochet : Tibia
- 1974 : Ondine de Jean Giraudoux, mise en scène Raymond Rouleau : le Chambellan
- 1974 : L'Impromptu de Marigny de Jean Poiret, mise en scène Jacques Charon : le Sociétaire / Robert Mérisier
- 1974-1975 : Monsieur Teste de Paul Valéry, mise en scène Pierre Franck, Comédie-Française au Petit Odéon : Paul Valéry
- 1974 : Le Bourgeois gentilhomme de Molière, mise en scène Jean-Louis Barrault : le Maître à danser
- 1975 : L'Idiot de Gabriel Arout d'après Fiodor Dostoïevski, mise en scène Michel Vitold, Théâtre Marigny : le prince Mychkine
- 1975 : Le Plus Heureux des trois d'Eugène Labiche et Edmond Gondinet, mise en scène Jacques Charon, Comédie-Française au théâtre Marigny : Ernest Jobelin
- 1976 : Maître Puntila et son valet Matti de Bertolt Brecht, mise en scène Guy Rétoré : Eino Silakka
- 1976 : Volpone de Jules Romains et Stefan Zweig d'après Ben Jonson, mise en scène Jean Meyer, Théâtre antique de Fourvière : Mosca
- 1976 : Cyrano de Bergerac d'Edmond Rostand, mise en scène Jean-Paul Roussillon : le Mousquetaire / l'officier espagnol
- 1976 : Le roi se meurt d'Eugène Ionesco, mise en scène Jorge Lavelli, Comédie-Française au Théâtre national de l'Odéon : le garde
- 1977 : La Paix chez soi de Georges Courteline, mise en scène Alain Pralon : Trielle
- 1977 : En plein cœur (soirée littéraire) À qui la faute de Victor Hugo, lecture
- 1979 : Ruy Blas de Victor Hugo, mise en scène Jacques Destoop
- 1979 : L'Œuf de Félicien Marceau
- 1980 : Le roi se meurt d'Eugène Ionesco, mise en scène Jorge Lavelli, Comédie-Française au Théâtre national de l'Odéon
- 1980 : Simul et singulis, soirée littéraire consacrée au Tricentenaire de la Comédie-Française, mise en scène Simon Eine, Alain Pralon et Jacques Destoop
- 1981 : La Dame de chez Maxim de Georges Feydeau, mise en scène Jean-Paul Roussillon : Étienne
- 1982 : Le Voyage de monsieur Perrichon d'Eugène Labiche et Édouard Martin, mise en scène Jean Le Poulain : Daniel Savary
- 1982 : Marie Tudor de Victor Hugo, mise en scène Jean-Luc Boutté : Simon Renard
- 1982 : La vie est un songe de Pedro Calderón de la Barca, mise en scène Jean-Luc Boutté : Clairon
- 1987 : La Ronde d'Arthur Schnitzler, mise en scène Alfredo Arias, Comédie-Française au Théâtre national de l'Odéon
- 2007 : La Fin du commencement de Seán O'Casey, mise en scène Célie Pauthe, Studio-Théâtre : Darry Berrill

Metteur en scène
- 1967 : La Commère de Marivaux
- 1970 : Il ne faut jurer de rien d'Alfred de Musset

### Hors Comédie-Française
- 1963 : Tartuffe Acte VI d'André Marie, mise en scène Georges Chamarat, Conservatoire national supérieur d'art dramatique, théâtre Montdory de Barentin : Cléante
- 1976 : Volpone de Jules Romains et Stefan Zweig d'après Ben Jonson, mise en scène Jean Meyer, Théâtre antique de Fourvière
- 1979 : La Puce à l'oreille de Georges Feydeau, mise en scène de Jean-Laurent Cochet, théâtre Marigny
- 1982 : L'Invitation au château de Jean Anouilh, mise en scène André Thorent, Carpentras
- 1982 : Patate de Marcel Achard, mise en scène Pierre Mondy, enregistrement pour le compte d'Antenne 2
- 1983 : Le Dindon de Georges Feydeau, mise en scène Jean Meyer, Théâtre des Célestins : Vatelin
- 1984 : Gigi de Colette, mise en scène Jean Meyer, théâtre des Célestins
- 1984 : Trahisons d'Harold Pinter, mise en scène Sami Frey, Théâtre des Célestins
- 1988 : Une visite inopportune de Copi, mise en scène Jorge Lavelli, Théâtre national de la Colline, Nouveau théâtre d'Angers : Cyrille
- 1989 : Crime et Châtiment d'après Dostoïevski, mise en scène Paul-Émile Deiber, théâtre de Boulogne-Billancourt
- 1990 : Ponce Pilate d'après Roger Caillois, mise en scène Arnaud Bedouët, Théâtre national de Nice
- 1992 : Marcel et la belle excentrique de Marcel Jouhandeau, mise en scène Roland Petit, théâtre Montparnasse
- 1993 : Pygmalion de George Bernard Shaw, mise en scène Bernard Murat, théâtre Hébertot
- 1993 : Silence en coulisses ! de Michael Frayn, mise en scène Jean-Luc Moreau, théâtre du Palais-Royal
- 1996 : Le Refuge de James Saunders, mise en scène Stéphan Meldegg, théâtre La Bruyère
- 1997 : Molly S. de Brian Friel, mise en scène Jorge Lavelli, Théâtre national de la Colline
- 1997 : La Tempête de William Shakespeare, mise en scène Jean-Luc Revol, La Criée
- 1997 : Six personnages en quête d'auteur de Luigi Pirandello, mise en scène Jorge Lavelli, TNP Villeurbanne
- 1998: Surtout ne coupez pas d'après Sorry, Wrong Number de Lucille Fletcher, mise en scène Robert Hossein, théâtre Marigny (intervention filmée)
- 1998 : Six personnages en quête d'auteur de Luigi Pirandello, mise en scène Jorge Lavelli, Eldorado
- 1998 : Les Démons d'après Fiodor Dostoïevski, mise en scène Roger Planchon, Opéra-Comique, TNP Villeurbanne
- 1998 : La Dame de chez Maxim de Georges Feydeau, mise en scène Roger Planchon, Opéra-Comique, TNP Villeurbanne
- 2000 :  Glengarry de David Mamet, mise en scène Marcel Maréchal, théâtre du Rond-Point
- 2002 :  La Part du lion de Wladimir Yordanoff, mise en scène en espace Jacques Rosner, Festival NAVA abbaye de Saint-Hilaire
- 2003 :  Phèdre de Racine, mise en scène Patrice Chéreau, Ateliers Berthier
- 2004 : Un baiser, un vrai de Chris Chibnall, mise en scène Stéphan Meldegg, théâtre de l'Œuvre
- 2010 : David et Edward de Lionel Goldstein, mise en scène Marcel Bluwal, théâtre de l'Œuvre

## Filmographie

### Cinéma

#### Longs métrages
- 1961 : Vie privée de Louis Malle
- 1961 : Horace 62 d'André Versini
- 1962 : Le Jour le plus long de Ken Annakin
- 1965 : Les Deux parts documentaire d'Édouard Berne : Narrateur (voix)
- 1967 : Jeu de massacre d'Alain Jessua : Bob Neuman
- 1967 : La Louve solitaire d'Édouard Logereau : Bruno
- 1968 : Bye bye, Barbara de Michel Deville : Dimitri
- 1969 : Que la bête meure de Claude Chabrol : Charles Thénier
- 1969 : La Main d'Henri Glaeser : Philippe
- 1969 : La Femme infidèle de Claude Chabrol : l'inspecteur Duval
- 1970 : Aussi loin que l'amour de Frédéric Rossif
- 1970 : Juste avant la nuit de Claude Chabrol
- 1970 : La Rupture de Claude Chabrol : Alan Jordan
- 1970 : Ils de Jean-Daniel Simon
- 1971 : Les Stances à Sophie de Moshé Mizrahi
- 1971 : L'Homme au cerveau greffé de Jacques Doniol-Valcroze
- 1973 : Le Complot de René Gainville
- 1973 : Traitement de choc d'Alain Jessua : le docteur Bernard
- 1974 : Nada de Claude Chabrol
- 1974 : D'Artagnan l'intrépide de John Halas et Franco Cristofani : Aramis (voix)
- 1974 : La Jeune Fille assassinée de Roger Vadim
- 1974 : Le Retour du Grand Blond d'Yves Robert : le capitaine Gaston Cambrai
- 1974 : Le Lion et la Vierge (Lejonet och jungfrun) de Lars-Magnus Lindgren
- 1975 : L'important c'est d'aimer d'Andrzej Żuławski (voix française de Klaus Kinski)
- 1975 : Femmes Femmes de Paul Vecchiali
- 1976 : Armaguedon d'Alain Jessua
- 1977 : L'Homme pressé d’Édouard Molinaro
- 1977 : Un oursin dans la poche de Pascal Thomas
- 1978 : Je te tiens, tu me tiens par la barbichette de Jean Yanne
- 1979 : La Ville des silences de Jean Marbœuf
- 1982 : Un matin rouge de Jean-Jacques Aublanc
- 1983 : Surprise Party de Roger Vadim
- 1984 : Fort Saganne d'Alain Corneau
- 1984 : Partenaires de Claude d'Anna
- 1986 : Le Môme d'Alain Corneau
- 1988 : Bernadette de Jean Delannoy
- 1989 : Les Bois noirs de Jacques Deray
- 1989 : La Vie et rien d'autre de Bertrand Tavernier
- 1989 : La Révolution française de Robert Enrico
- 1990 : Voir l'éléphant de Jean Marbœuf
- 1990 : Milou en mai de Louis Malle
- 1990 : Équipe de nuit de Claude d'Anna
- 1991 : L'Amour coté en bourse (Road to ruin ) de Charlotte Brändström
- 1993 : Pas d'amour sans amour d'Évelyne Dress
- 1994 : Cache cash de Claude Pinoteau
- 1998 : Disparus de Gilles Bourdos
- 1999 : Fait d'hiver de Robert Enrico
- 2000 : La Veuve de Saint-Pierre de Patrice Leconte
- 2000 : T'aime de Patrick Sébastien
- 2000 : Lise et André de Denis Dercourt
- 2001 : Les Portes de la gloire de Christian Merret-Palmair
- 2002 : Amen. de Costa-Gavras
- 2002 : La Mentale de Manuel Boursinhac
- 2003 : Bienvenue chez les Rozes de Francis Palluau
- 2003 : Tristan de Philippe Harel
- 2003 : Dédales de René Manzor
- 2004 : Confidences trop intimes de Patrice Leconte
- 2004 : Le Cadeau d'Elena de Frédéric Graziani
- 2004 : La Demoiselle d'honneur de Claude Chabrol
- 2005 : Le Plus Beau Jour de ma vie de Julie Lipinski
- 2005 : La Boîte noire de Richard Berry
- 2006 : Poltergay d'Éric Lavaine
- 2007 : Les Deux Mondes de Daniel Cohen
- 2008 : L'Instinct de mort de Jean-François Richet : le père de Jacques Mesrine
- 2008 : L'Ennemi public no 1 de Jean-François Richet : le père de Jacques Mesrine
- 2009 : Tricheuse de Jean-François Davy : M. Dulac
- 2009 : Le Petit Nicolas de Laurent Tirard : le directeur de l'école
- 2009 : Mères et Filles de Julie Lopes-Curval : Michel
- 2009 : La Loi de Murphy de Christophe Campos : le chef des urgences
- 2009 : Persécution de Patrice Chéreau
- 2010 : L'Autre Dumas de Safy Nebbou : le sous-préfet Crémieux
- 2010 : Imogène McCarthery d'Alexandre Charlot et Franck Magnier
- 2010 : L'Âge de raison de Yann Samuell : le notaire Mérignac
- 2010 : Elle s'appelait Sarah de Gilles Paquet-Brenner : Édouard Tezac
- 2012 : Astérix et Obélix : Au service de sa Majesté de Laurent Tirard : Abraracourcix

#### Courts métrages
- 1974 : La Bonne Nouvelle de André Weinfeld
- 1994 : 3000 Scénarios contre un virus : L'Appel d'un ami de Jean Marbœuf
- 2002 : La Voix de mon fils d'Alexandre Brasseur
- 2006 : Lune de miel de François Breniaux
- 2008 : La Volière de Philippe Landoulsi
- 2009 : Coup de jeune de Samuel Tudela
- 2009 : Le Lit près de la fenêtre de Michaël Barocas

### Télévision
- 1964 : Le Théâtre de la jeunesse : David Copperfield de Marcel Cravenne
- 1965 : Le Théâtre de la jeunesse : Sans-souci ou le Chef-d'œuvre de Vaucanson d'Albert Husson, réalisation Jean-Pierre Decourt
- 1966 : Si Perrault m'était conté, réalisation de Jean Bacqué
- 1968 : Au théâtre ce soir : Le Dindon de Georges Feydeau, mise en scène Jean Meyer, réalisation Pierre Sabbagh, théâtre Marigny (spectacle de la Comédie-Française)
- 1968 : Cinq jours d'automne de Pierre Badel
- 1970 : Au théâtre ce soir : Un fil à la patte de Georges Feydeau, mise en scène Jacques Charon, réalisation Pierre Sabbagh, théâtre Marigny (spectacle de la Comédie-Française)
- 1971 : Au théâtre ce soir : Sur mon beau navire de Jean Sarment, mise en scène Jean-Laurent Cochet, réalisation Pierre Sabbagh, théâtre Marigny
- 1971 : Le Malade imaginaire de Molière, réalisation Claude Santelli
- 1971 : L'Heure éblouissante de Jeannette Hubert
- 1972 : Les Évasions célèbres (épisode Latude ou l'Entêtement de vivre) de Jean-Pierre Decourt : Latude
- 1972 : Électre de Jean Giraudoux, réalisation Pierre Dux, Comédie-Française
- 1972 : La Station Champbaudet d'Eugène Labiche et Marc-Michel, réalisation Georges Folgoas, Comédie-Française
- 1973 : La Maîtresse de Jules Renard, réalisation François Gir
- 1973 : Au théâtre ce soir : Pétrus de Marcel Achard, mise en scène Jean Le Poulain, réalisation Georges Folgoas, théâtre Marigny
- 1974 : Nouvelles de Henry James : Le Banc de la désolation de Claude Chabrol
- 1974 : Histoires insolites : Nul n'est parfait de Claude Chabrol
- 1975 : Ondine de Jean Giraudoux, réalisation Raymond Rouleau, Comédie-Française
- 1975 : Altitude 10.000
- 1975 : Le Médecin malgré lui de Lazare Iglésis
- 1977 : Le Misanthrope de Molière, mise en scène Pierre Dux, réalisation Jean-Paul Carrère
- 1977-1979 : Un juge, un flic de Denys de La Patellière
- 1979 : Othello, réalisation Yves-André Hubert : Iago
- 1979 : Au théâtre ce soir : Un jour j'ai rencontré la vérité de Félicien Marceau, mise en scène Raymond Gérôme, réalisation Pierre Sabbagh, théâtre Marigny
- 1980 : La Faute, téléfilm d'André Cayatte
- 1980 : L'Aéropostale, courrier du ciel de Gilles Grangier : Pierre-Georges Latécoère
- 1981 : Au théâtre ce soir : Monsieur Masure de Claude Magnier, mise en scène René Clermont, réalisation Pierre Sabbagh, théâtre Marigny (spectacle de la Comédie-Française)
- 1981 : La Double Vie de Théophraste Longuet, téléfilm en trois parties de Yannick Andréi
- 1982 : Au théâtre ce soir : Jean de la Lune de Marcel Achard, mise en scène Robert Manuel, réalisation Pierre Sabbagh, théâtre Marigny
- 1982 : Emmenez-moi au théâtre : Patate de Marcel Achard, mise en scène Pierre Mondy, réalisation Yves-André Hubert
- 1988 : Les Cinq Dernières Minutes Le Fantôme de la Villette de Roger Pigaut
- 1989 : La Révolution française (version longue) de Robert Enrico : Bailly
- 1990 : L'Homme au double visage de Claude Guillemot
- 1991 : La Femme des autres de Jean Marbœuf
- 1991 : Les Cahiers bleus de Serge Leroy
- 1992 : Les Cœurs brûlés de Jean Sagols
- 1992 : Les Aventures du jeune Indiana Jones de Simon Wincer
- 1992 : Un été glacé de Bernard Giraudeau
- 1994 : Dernier Banco de Claude de Givray
- 1994 : Saint-Exupéry : La Dernière Mission de Robert Enrico
- 1994 : Les Yeux d'Hélène de Jean Sagols
- 1996 : Les Faux Médicaments : Pilules mortelles d'Alain-Michel Blanc
- 1996 : L'Allée du roi de Nina Companeez
- 1996 : Le Dernier Chant de Claude Goretta
- 2000 : Les Misérables de Josée Dayan
- 2000 : L'Héritière de Bernard Rapp
- 2000 : Maigret chez les riches de Denys Granier-Deferre
- 2002 : La Deuxième Vérité de Philippe Monnier
- 2002 : Le Gave de Christian Bonnet : Ducausse
- 2002 : Femmes de loi, épisode Une occasion en or de Denis Amar : Louis Beaulieul
- 2002 : La Chanson du maçon de Nina Companeez
- 2003 : Le Compagnon de Pierre Lary
- 2004 : Zodiaque de Claude-Michel Rome
- 2004 : Les Eaux troubles, téléfilm de Luc Béraud
- 2005 : 1905 d'Henri Helman
- 2005 : Le Voyageur de la Toussaint de Philippe Laïk
- 2005 : Inséparables  (série) d'Élisabeth Rappeneau
- 2007 : La Légende des trois clefs de Patrick Dewolf
- 2008 : Le Silence de l'épervier de Dominique Ladoge
- 2009 : Braquo (saison 1) d'Olivier Marchal et Frédéric Schoendoerffer
- 2010 : Famille décomposée de Claude d'Anna
- 2010 : Contes et nouvelles du XIXe siècle : Le Fauteuil hanté de Claude Chabrol
- 2011 : Les Robins des pauvres de Frédéric Tellier
- 2012 : L'Affaire Gordji : Histoire d'une cohabitation de Guillaume Nicloux
- 2012 : Ainsi soient-ils (série en 8 épisodes) de Rodolphe Tissot

Il apparaît également dans des épisodes de Maigret, Les Cordier, juge et flic, Les Bœuf-carottes, etc.

## Doublage

### Cinéma

#### Films
- Ron Crawford dans :
  - Arthur et les Minimoys (2006) : Archibald
  - Arthur et la Vengeance de Maltazard (2009) : Archibald
  - Arthur 3 : La Guerre des deux mondes (2010) : Archibald
- 1972 : Le Parrain : Vito Corleone (Marlon Brando)
- 1998 : Quand le Japon s’ouvrit au monde de Jean-Claude Lubtchansky : voix off

### Livres audio
- Le chat ne sachant pas chasser, John Yeoman, Gallimard, Paris, 1984
- Le Poney rouge de John Steinbeck, Gallimard, Paris, 1985
- Les Fables de Jean de La Fontaine : L'âne et le chien, L'âne chargé d'éponges et l'âne chargé de sel, Le lièvre et la tortue, Radio France, 1995
- Les Pensées de Pascal de Blaise Pascal, Frémeaux & Associés, Vincennes, 2005

## Distinctions
- Officier de la Légion d'honneur : Frédéric Mitterrand lui a remis les insignes le 19 juillet 2011[11].
- Commandeur de l'ordre des Arts et des Lettres[12].

### Récompenses
- Molières 2003 : Molière du comédien dans un second rôle pour Phèdre

### Nominations
- César 1991 : César du meilleur acteur dans un second rôle pour Milou en mai
- Molières 1993 : Molière du comédien dans un second rôle pour Pygmalion
- Molières 1996 : Molière du comédien pour Le Refuge
- Molières 2003 : Molière du comédien dans un second rôle pour Phèdre